# Colpotrochia melanosoma
Colpotrochia melanosoma là một loài tò vò trong họ Ichneumonidae.